# Società Anonima Tramvie Interprovinciali Piemontesi
La Società Anonima Tramvie Interprovinciali Piemontesi (SATIP) era un'azienda attiva nella costruzione ed esercizio di linee tranviarie e automobilistiche, che operò nella province di Torino e Cuneo tra il 1936 e il 1983.

## Storia
La SATIP nacque nel 1936, in occasione del passaggio del capitale e delle attività della Compagnia Generale dei Tramways Piemontesi (CGTP) da mani belghe in mani italiane.
La nuova gestione preferì continuare la politica di gestione delle linee già seguita dalla CGTP: un esercizio di carattere speculativo, limitando quanto più possibile la manutenzione delle linee e dei rotabili, abolendo il servizio con trazione ad accumulatori sulla tranvia Cuneo-Dronero (in quanto si era rilevato che il consumo per treno/km era il 25% più alto rispetto a quello registrato sulla Torino-Saluzzo) e limitandolo a qualche convoglio viaggiatori sulla tranvia Costigliole-Venasca.
La Seconda guerra mondiale impegnò notevolmente la SATIP, che fu chiamata ad un notevole sforzo nel trasporto degli sfollati, nonostante la mancanza di approvvigionamenti e ricambi e notevoli danni di guerra (furono gravemente danneggiati una motrice a carrelli, sei rimorchiate a due assi, tredici carri a sponde alte e venti carri chiusi; fu danneggiato il ponte sulla Stura di Demonte della linea Saluzzo-Cuneo, la diramazione Pilone Virle-Carmagnola della linea Torino-Saluzzo; fu anche bombardato e gravemente danneggiato il deposito torinese di corso Spezia).
I danni furono riparati entro il 1946, ma la guerra aveva lasciato ferite più profonde: sebbene nel 1946 i viaggiatori trasportati fossero stati il doppio del 1937 (1.672.691 contro 798.622) e il coefficiente d'esercizio fosse di 1,038, una relazione della SATIP suggeriva di trasformare le tratte Cuneo-Dronero e Cuneo-Costigliole-Venasca in autolinee, concentrandosi sulle restanti linee.
Sin dal 1942, peraltro, svariati soggetti pubblici e privati avevano proposto piani per l'ammodernamento della rete SATIP, alcuni dei quali prevedevano varianti di percorso in sede propria, elettrificazione (o dieselizzazione) e trasformazione a scartamento normale. Tali progetti furono però inutili: il 30 novembre 1948 le tratte Pilone Virle-Carmagnola, Saluzzo-Cuneo, Cuneo-Dronero e Costigliole-Venasca furono chiuse e sostituite da autobus; dopo proteste da parte dell'utenza rimase attiva solo la Torino-Saluzzo, che chiuse il 10 aprile 1950 sostituita da autobus della Nuova SATIP, società nata dalla fusione della SATIP con la S.A.A.S.P..
Nel 1952 la Nuova SATIP assorbì la società Ferrovie Elettriche Regionali e Tramvie (FERT), esercente la tranvia Mondovì-San Michele e la ferrovia Mondovì-Villanova; l'anno successivo rilevò la ditta Vigna Taglianti, già esercente la tranvia Cuneo-Borgo San Dalmazzo-Demonte. Nel luglio 1968 la Nuova SATIP gestiva trentanove autolinee.
Sul finire degli anni Settanta la Nuova SATIP accusò difficoltà finanziarie, dovute alla passività di alcune linee periferiche e ai costi sostenuti per l'autostazione di Saluzzo, inaugurata nel 1977, che portarono la società a minacciare dapprima la chiusura di alcune linee e quindi la chiusura della società, annunciata per il marzo 1983. Il 9 marzo 1983 si costituì la società ATI Trasporti Interurbani, con soci paritari la provincia di Cuneo e quattro ditte locali di autotrasporti (Geloso di Cortemilia, Fogliati di Alba, Gunetto di Fossano e Nuova Benese di Cuneo) che rilevò le attività della Nuova SATIP.

## Impianti eserciti

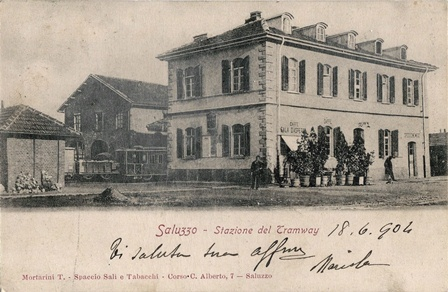
La stazione tranviaria di Saluzzo, centro della rete SATIP; trasformata in autostazione, chiuse nel 1977

Nel corso degli anni di attività, la SATIP esercì un'estesa rete di tranvie (per complessivi 117,5 km) a scartamento ridotto (1100 mm) facenti capo a Saluzzo:
- Tranvia Cuneo-Dronero, aperta nel 1879 dalla Società Anonima Tramway da Cuneo a Dronero, incorporata dalla CGTP nel 1882, rilevata dalla SATIP nel 1936, chiusa nel 1948
- Tranvia Saluzzo-Cuneo, aperta nel 1880 dalla Società Anonima Tramway Cuneo-Busca-Saluzzo, incorporata dalla CGTP nel 1882, rilevata dalla SATIP nel 1936, chiusa nel 1948
- Tranvia Torino-Saluzzo/Carmagnola, costruita dalla CGTVP, aperta tra il 1881 e il 1882, incorporata dalla CGTP nel 1882, rilevata dalla SATIP nel 1936, chiusa tra il 1948 e il 1950
- Tranvia Costigliole-Venasca, aperta dalla CGTP nel 1887, rilevata dalla SATIP nel 1936, chiusa nel 1948

## Materiale rotabile

### Motrici
Sulle linee SATIP prestarono servizio locomotive tranviarie costruite da Krauss e Henschel per la CGTP sino al 1909, oltre a due Breda; due Borsig furono acquistate dalla tranvia Pinerolo-Perosa Argentina.
Nel 1925 la CGTP ordinò un'automotrice DWK Tipo IV alla Romeo per la propria rete sociale, sulla quale prestò servizio per circa un decennio con scarsi risultati.
Poco dopo si sperimentò la trazione ad accumulatori, già provata su altre linee tranviarie italiane: le Officine di Savigliano costruirono due automotrici sui telai di carrozze a due assi Grondona, spinti da due motori da 13 CV l'uno: tali elettromotrici diedero buoni risultati, riducendo i tempi di percorrenza del 30%. Fu successivamente allestita un'ulteriore serie di quattro automotrici, due costruite dalle officine di Savigliano e due dalle officine CGTP sulla base di carrozze, mosse da due motori per complessivi 40 CV.
La sperimentazione ebbe successo, tanto che la CGTP ordinò nel 1929 tre automotrici a carrelli, costruite dalla Carminati e Toselli con parte elettrica TIBB, in servizio dal 1930; nel 1933 ne furono consegnate altre tre.
Il parco motrici, che sotto la gestione CGTP giunse a contare complessivamente 40 locomotive, nel 1947 si era ridotto a venti locomotive (di cui due fuori servizio), sei automotrici a carrelli ed una a due assi.

### Carrozze e carri merce
Le prime carrozze furono fornite dalla Locati di Torino (non più di 12 unità, a due assi e terrazzini); successivamente la Grondona fornì una sessantina di carrozze, sempre a due assi e terrazzini ma più comode.
Le carrozze Locati furono radiate tra il 1910 e il 1920; in quegli anni le Officine Meccaniche di Pinerolo fornirono 28 carrozze a vestiboli chiusi (quattro miste di I e II classe, le altre di II classe), più lunghe delle precedenti e impiegate principalmente sulle linee Torino-Carmagnola, Torino-Saluzzo-Cuneo e Cuneo-Dronero, inoltre parte delle vetture Grondona furono trasformate a terrazzini chiusi. Nei primi anni trenta arrivarono due carrozze a due assi e terrazzini provenienti dalla tranvia Messina-Barcellona Pozzo di Gotto, i cui soci erano gli stessi della CGTP, ma non prestarono mai servizio.
Nel 1947 risultavano in servizio 26 carrozze di tipo grande, 33 di costruzione Grondona, 56 carri chiusi, 293 carri a sponde, 11 carri pianale e 34 carri con bilico.

### Materiale motore - prospetto di sintesi
| Unità   | Anno di costruzione | Costruttore | Tipo                                   | Note                                                                      |
| ------- | ------------------- | ----------- | -------------------------------------- | ------------------------------------------------------------------------- |
| 5÷7     | 1881                | Krauss      | A 2 assi                               | costruite per la Pinerolo-Cavour                                          |
| 10÷17   | 1881                | Henschel    | A 2 assi                               |                                                                           |
| 18      | 1909                | Henschel    | A 2 assi                               |                                                                           |
| 19÷27   | 1882                | Henschel    | A 2 assi                               |                                                                           |
| 28÷35   | 1888                | Henschel    | A 2 assi                               |                                                                           |
| 36÷38   | 1907                | Henschel    | A 2 assi                               |                                                                           |
| 1÷2     |                     | Breda       |                                        |                                                                           |
| 1÷2     |                     | Borsig      |                                        | ex Pinerolo-Perosa Argentina                                              |
| 51, 57  | 1925                | SNOS        | Automotrici ad accumulatori a due assi | costruite per la Torino-Carmagnola                                        |
| 3÷4     | 1927                | SNOS        | Automotrici ad accumulatori a due assi | costruite per Saluzzo-Revello-Paesana, Revello-Barge, Costigliole-Venasca |
| 5÷6     | 1927                | SNOS        | Automotrici ad accumulatori a due assi | costruite per Saluzzo-Revello-Paesana, Revello-Barge, Costigliole-Venasca |
| 101÷106 | 1929-1932           | C&T-TIBB    | Automotrici ad accumulatori a carrelli | costruite per Torino-Saluzzo-Cuneo, Cuneo-Dronero, Cuneo-Boves            |